# Opérateur (mathématiques)
Pour les articles homonymes, voir opérateur.
En mathématiques et en physique théorique, un opérateur est une application entre deux espaces vectoriels topologiques.

## Définition d'un opérateur

### Définition
Soient E et F deux espaces vectoriels topologiques. Un opérateur O est une application de E dans F :
| {\displaystyle O\ :\quad E\ \to \ F} |

### Opérateur linéaire
Un opérateur {\displaystyle O:E\to F} est linéaire si et seulement si :
| {\displaystyle \forall (\lambda ,\mu )\in K^{2},\ \forall (x_{1},x_{2})\in E^{2},\quad O(\lambda x_{1}+\mu x_{2})\ =\ \lambda O(x_{1})+\mu O(x_{2})} |

où K est le corps des scalaires de E et F.

#### Remarque
Lorsque E est un {\displaystyle \mathbb {K} }-espace vectoriel, et que {\displaystyle F=\mathbb {K} } (c'est un corps), un opérateur est une forme linéaire sur E.

### Domaine (de définition)
On étend la définition précédente à des applications linéaires définies seulement sur un sous-espace vectoriel de E, qu'on appelle alors domaine de définition de l'opérateur.

### Continuité
Par définition de la continuité :
- Soient O un opérateur de domaine {\displaystyle D_{0}\subset E} et à valeurs dans F, et {\displaystyle x_{0}\in D_{O}}. L'opérateur O est dit continu en {\displaystyle x_{0}} si et seulement si pour tout voisinage V de {\displaystyle y_{0}=O(x_{0})}, il existe un voisinage {\displaystyle U} de {\displaystyle x_{0}} tel que :

| {\displaystyle \forall x\,\in \,U\cap D_{O}\ ,\quad O(x)\,\in \,V} |

- L'opérateur O est dit continu si et seulement s'il est continu en tous les points {\displaystyle x_{0}\in D_{O}} de son domaine.